# Acanthoderes ferruginea
Acanthoderes ferruginea là một loài bọ cánh cứng trong họ Cerambycidae.